# Hans Göppinger
Hans Göppinger (* 11. April 1919 in Stuttgart; † 5. April 1996 in Tübingen) war ein deutscher Jurist, Psychiater und Kriminologe.

## Leben und Werk
Göppinger machte 1937 das Abitur in Stuttgart und kam dann der Arbeitsdienst- und Wehrpflicht nach. Nach einer schweren Verwundung wurde ihm 1941 ein Bein amputiert. Noch im Lazarett begann er mit dem Studium der Rechtswissenschaft, zwei Semester später zusätzlich mit dem Studium der Medizin. Göppinger war während des Zweiten Weltkrieges an den Universitäten in Tübingen, Freiburg, Göttingen und Heidelberg immatrikuliert. Sein Denken wurde insbesondere von den Heidelberger Wissenschaftlern Karl Jaspers und Kurt Schneider geprägt. Das juristische Staatsexamen machte er noch während des Krieges im März 1945. Die Promotion zum Dr. jur. folgte im Oktober 1946 an der Universität Tübingen. Das medizinische Staatsexamen legte Göppinger im November 1948 an der Universität Heidelberg ab, einen Monat später wurde er ebendort zum Dr. med. promoviert. Die Ausbildung zum Facharzt für Psychiatrie und Neurologie erfolgte in Heidelberg bei Kurt Schneider. Es folgte eine Tätigkeit als Obermedizinalrat beim Gesundheitsamt Stuttgart. 1959 wurde Göppinger Oberarzt an der Universitäts-Nervenklinik in Bonn, wo er sich 1960 an der Medizinischen Fakultät habilitierte und zum Privatdozenten ernannt wurde.
1962 wurde er Ordinarius und Direktor des Instituts für Kriminologie der Universität Tübingen. Dabei handelte es sich um das erste ausschließlich kriminologische Institut in der Bundesrepublik Deutschland. Seinen Tübinger Lehrstuhl hatte er bis 1986 inne. Nachfolger als Lehrstuhlinhaber und Institutsdirektor wurde Hans-Jürgen Kerner.
In seinen Forschungen legte Göppinger Wert auf Interdisziplinarität und empirische Herleitung der Aussagen. Damit wandte er sich gegen eine seiner Einschätzung nach (in der damaligen Kriminologie weit verbreitete) frei schwebende Theorieproduktion. Göppinger ist der Erfinder der Angewandten Kriminologie, die sich der Erforschung des Täters – und zwar des einzelnen Täters in seinen sozialen Bezügen – widmet. Eine Erweiterung des Kriminologiebegriffes auf die Erforschung der Instanzen sozialer Kontrolle und auf die Untersuchung der Entstehung strafrechtlicher Normen, wie dies bereits seit Edwin H. Sutherland häufig üblich geworden war, wurde in Göppingers Lehrbuch, das nach seinem Tod von seinen Schülern fortgeführt wurde, durchweg abgelehnt. Er bevorzugte die idiographische Methode. Das positivistische Formulieren von gesetzesförmigen Abläufen (nomothetische Methode) bei der Entstehung von Straffälligkeit hielt er für unergiebig. Diese Tradition wurde von Michael Bock an der Universität Mainz fortgeführt, der nach dem Tode Hans Göppingers auch Herausgeber des ursprünglich von diesem verfassten Lehrbuchs zur Kriminologie war.
Die von Hans Göppinger in Tübingen begründete und u. a. durch Michael Bock an der Universität Mainz fortgeführte Variante der angewandten Kriminologie wurde im Jahr 2014 als mittlerweile „quer zum Denkkollektiv und Denkstil des Faches“ liegend betrachtet.

## Schriften (Auswahl)
- Die gegenwärtige Situation der Kriminologie. Antrittsvorlesung. Mohr (Siebeck), Tübingen 1964.
- Kriminologie. Eine Einführung. Beck, München 1971, ISBN 3-406-03411-X. (weitere Auflagen: 1973, ISBN 3-406-03557-4; 1976, ISBN 3-406-06655-0; 1980, ISBN 3-406-07343-3)
- Der Täter in seinen sozialen Bezügen. Ergebnisse aus der Tübinger Jungtäter-Vergleichsuntersuchung. (unter Mitarbeit von Michael Bock, Jörg-Martin Jehle, Werner Maschke). Springer, Berlin/Heidelberg/New York/Tokyo 1983, ISBN 3-540-12518-3.
- Angewandte Kriminologie. Ein Leitfaden für die Praxis. (unter Mitarbeit von Werner Maschke). Springer, Berlin/Heidelberg/New York/Tokyo 1985, ISBN 3-540-13821-8.
- Life style and criminality. Basic research and its application: criminological diagnosis and prognosis (unter Mitarbeit von Michael Bock, Jörg-Martin Jehle, Werner Maschke). Springer, Berlin/Heidelberg/New York/Tokyo 1987, ISBN 3-540-16688-2.
- Angewandte Kriminologie – international (als Herausgeber; unter Mitarbeit von Werner Maschke). Forum-Verlag Godesberg, Bonn 1988, ISBN 3-927066-05-2.

### Fortführung des Göppinger-Lehrbuchs
- Michael Bock, Alexander Böhm (Hrsg.): Kriminologie. 5. Auflage des von Hans Göppinger begründeten und bis zur 4. Auflage fortgeführten Werkes. Unter Mitarbeit von Hans-Ludwig Kröber und Werner Maschke. Beck, München 1996, ISBN 3-406-37326-7.
- Michael Bock (Hrsg.): Göppinger-Kriminologie. 6. Auflage. Beck, München 2008, ISBN 978-3-406-55509-1.